# Campo de Le Barcarès

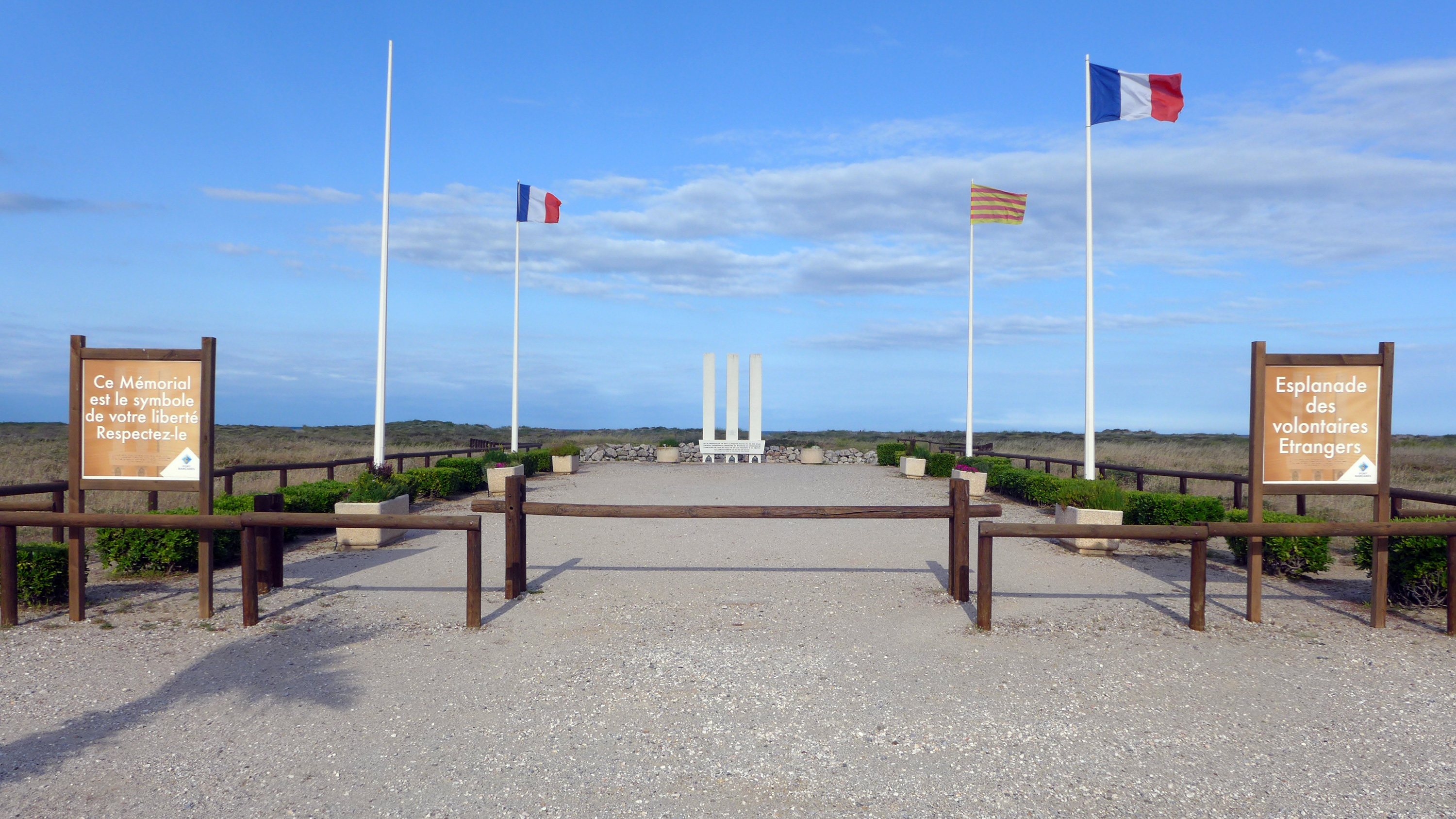
Monumento a los voluntarios extranjeros, en el Campo de Le Barcarès.

El campo de Le Barcarès fue un campo de internamiento francés levantado en una playa de la localidad de Le Barcarès (departamento de Pirineos Orientales).

## Historia
Fue construido en cuatro semanas, siendo su apertura oficial el 18 de febrero de 1939. Considerado inicialmente como un campo provisional, consistía en barracones emplazados sobre la arena de la playa y acogió en condiciones muy lamentables a refugiados que, en general, procedían de otros dos campos de refugiados cercanos: el campo de concentración de Argelès-sur-Mer y el campo de Saint-Cyprien. Diseñado para 31 500 personas, en junio de 1939 llegó a tener entre 60 000 y 80 000 prisioneros, que se distribuían en 18 islotes de 25 barracones cada uno. El perímetro del campo estaba vigilado por fuerzas francesas, y no se permitía la salida del mismo sin autorización.
En septiembre de 1939, al estallar la Segunda Guerra Mundial, el campo fue puesto bajo autoridad militar y las instalaciones sirvieron también para la instrucción de tres regimientos de soldados, formados por voluntarios del propio campo. Después del armisticio de 1940, el gobierno de Vichy empleó el campo de Le Barcarès como punto de concentración de compañías de trabajadores extranjeros. El campo fue desmantelado a finales de 1942, y los internados que permanecían en Le Barcarès, trasladados a otros campos.
El pintor y dibujante Josep Subirats, prisionero en el campo, dejó constancia documental del lugar, habiendo sido también objeto de interés posterior de otros artistas.